# 奧爾塞利納

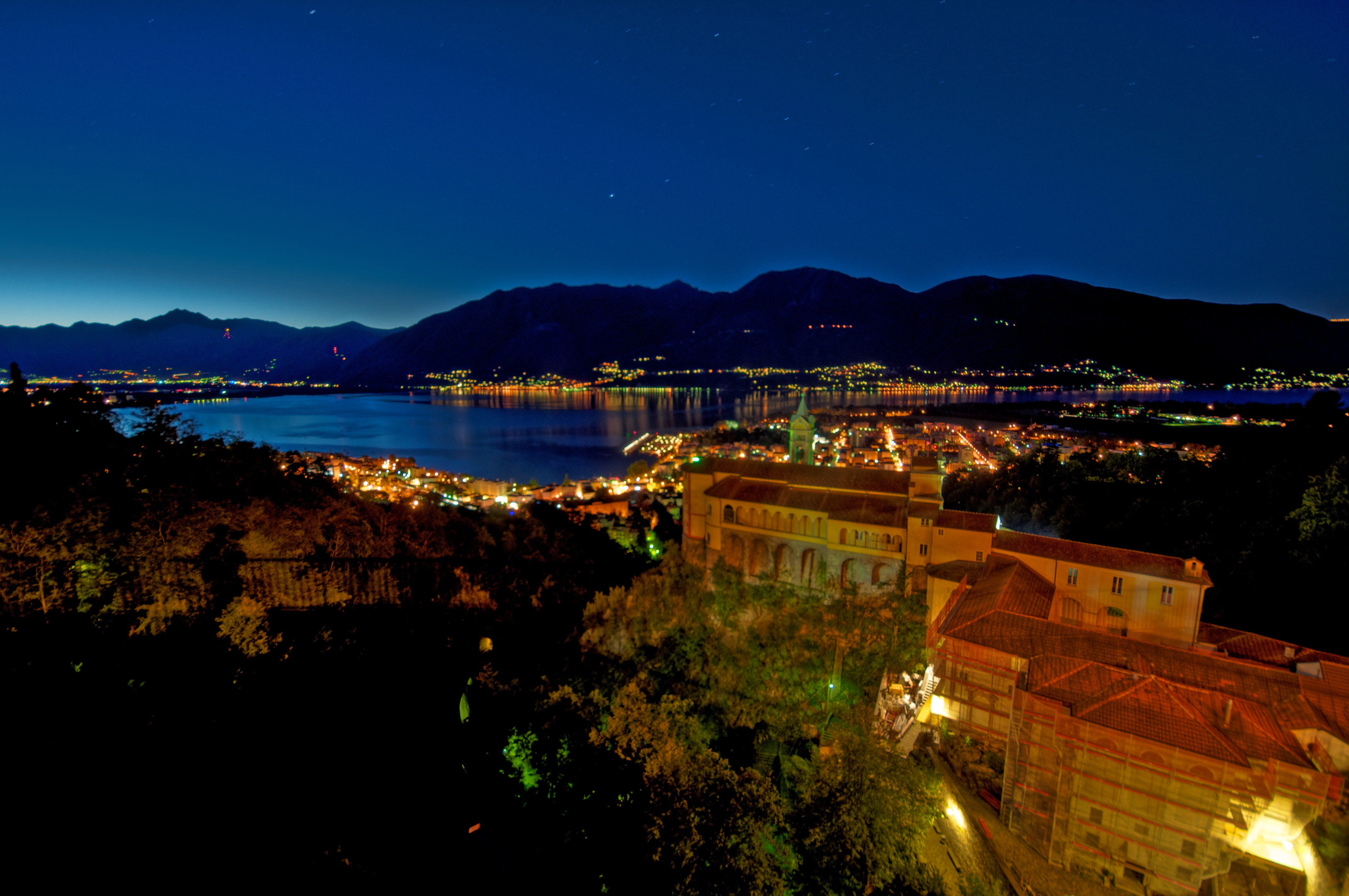

奧爾塞利納是瑞士的城鎮，位於該國南部，由提契諾州負責管轄，面積1.94平方公里，海拔高度449米，2011年人口753，六成人口信奉羅馬天主教，人口密度每平方公里388人。

## 外部連結
- Official website （页面存档备份，存于） （意大利文）
- Pro Orselina / Community Activities group - bu （页面存档备份，存于） （意大利文）